# Aniba vaupesiana
Aniba vaupesiana là một loài thực vật]] thuộc họ Lauraceae. Đây là loài đặc hữu của Colombia.